# Penstemon thurberi
Penstemon thurberi är en grobladsväxtart som beskrevs av John Torrey. Penstemon thurberi ingår i släktet penstemoner, och familjen grobladsväxter. Inga underarter finns listade i Catalogue of Life.